# Илекса (река, впадает в Водлозеро)
И́лекса (также Илокса; от карел. iles — «верхний») — река на северо-западе России, в Архангельской области и Республике Карелии.
Илекса вытекает из Калгачинского озера на территории Онежского района Архангельской области. Её притоки и несколько соседних малых рек — немногочисленные реки Архангельской области, относящиеся к бассейну Балтийского моря.
Длина составляет 155 км, площадь бассейна — 3950 км². Расход воды — от 11 до 137 м³/с. Течение реки спокойное, с относительно постоянным уровнем воды. Берега болотистые. Протекает по нескольким озёрам, через Водлозерский национальный парк, впадает в Водлозеро в Пудожском районе Карелии.
Использовалась для сплава древесины.

## Бассейн

### Притоки
- 6 км: Нижняя Колонжа
- 11 км: Новгуда
  - Мегеда
- 36 км: Нижняя Охтома
  - Ельга
  - Верхняя Охтома
- 53 км: Выжига
- 73 км: Мельничная
- 85 км: Пигоручей
- Тунуда (впадает в Тун)
- Явручей (впадает в Тун)
- 98 км: Чусрека
  - Большой Енгиш
    - Малый Енгиш

  - Пеможа
- 101 км: Вешручей
- 112 км: Ухта
- 132 км: Большой Кирич
- 135 км: Олова
  - Масляный
- Верхняя (впадает в Калгачинское)
  - Большая Парманжа
- Нелокса (впадает в Калгачинское)
  - Рабсарский

### Озёра
- Калгачинское (исток Илексы)
- Керажозеро (протекает Верхняя)
- Ухтозеро (исток Ухты)
- Ламбужное (бассейн Илексы)
- Тун (протекает Илекса)
- Сенегозеро (бассейн Тунуды)
- Носовское (бассейн Илексы)
- Заднее (бассейн Илексы)
- Монастырское (протекает Илекса)
- Копозеро (бассейн Илексы)
- Ик (протекает Илекса)
- Мельничное (бассейн Илексы)
- Лузское (протекает Илекса)
- Чикшозеро (бассейн Верхней Охтомы)
- Могжозеро (Мовжозеро) (исток Верхней Охтомы)
- Нельмозеро (исток Нижней Охтомы)
- Новгудозеро (исток Новгуды)
- Чукозеро (бассейн Новгуды)